# Funes (Nariño)
Pour les articles homonymes, voir Funes.
Funes est une municipalité située dans le département de Nariño en Colombie.